# Daniel Huber
Pour les articles homonymes, voir Huber.
Daniel Huber, né le 2 janvier 1993 à Salzbourg, est un sauteur à ski autrichien.

## Carrière
Il est débutant en Coupe du monde à Sapporo en janvier 2016. En décembre 2016, il gagne son premier concours de Coupe continentale à Engelberg.
En novembre 2017, il performe à la Coupe du monde de Wisła où il obtient son premier podium par équipes et une sixième place en individuel.
À l'été 2018, il est vainqueur pour la première fois d'une épreuve du Grand Prix à Hinzenbach. Au mois de décembre, il se classe troisième de la manche de Coupe du monde disputée à Engelberg et monte sur son premier podium individuel. Ensuite, il est sélectionné pour les Championnats du monde 2019, où il remporte la médaille d'argent à l'épreuve par équipes avec Philipp Aschenwald, Michael Hayböck et Stefan Kraft.
C'est de nouveau à Wisla qu'il s'offre une première en gagnant l'épreuve par équipes en ouverture de la saison 2019-2020.

## Palmarès

### Jeux olympiques
| Épreuve / Édition | Pékin 2022                     |
| Petit tremplin    | 13e                            |
| Grand tremplin    | 20e                            |
| Par équipes       | Médaille d'or, Jeux olympiques |

### Championnats du monde
| Épreuve / Édition        | Individuel     | Individuel     | Par équipes    | Par équipes |
| Épreuve / Édition        | Petit tremplin | Grand tremplin | Grand tremplin | Mixte       |
| Mondiaux 2019 Seefeld    | 21e            | 11e            | Argent         | -           |
| Mondiaux 2021 Oberstdorf | 19e            | 8e             | Argent         | -           |

Légende :
- : première place, médaille d'or
- : deuxième place, médaille d'argent
- : troisième place, médaille de bronze
- — : Daniel Huber n'a pas participé à cette épreuve

### Championnats du monde de vol à ski
| Épreuve / Édition | Vikersund 2022 |
| Individuel        | 38e            |
| Par équipes       | -              |

### Coupe du monde
- Meilleur classement général : 11e en 2022.
- 1 petit globe de cristal:
  - Vainqueur du classement de Vol à Ski 2024.
- 8 podiums individuels dont 3 victoires.
- 11 podiums par équipes dont 6 victoires.
- 1 podium par équipes mixte : 1 troisième place.

#### Différents classements en Coupe du monde
| Année     | Classement général final |
| 2016-2017 | 71e                      |
| 2017-2018 | 28e                      |
| 2018-2019 | 16e                      |
| 2019-2020 | 18e                      |
| 2020-2021 | 12e                      |
| 2021-2022 | 11e                      |
| 2023-2024 | 15e                      |

#### Victoires individuelles
| Année     | Lieu              | Total |
| 2021-2022 | Bischofshofen     | 1     |
| 2023-2024 | Vikersund Planica | 2     |

### Universiades
- Médaille de bronze par équipes en 2013.

### Grand Prix
- 3 podiums, dont 1 victoire.

### Coupe continentale
- 3 victoires.